# Conie-Molitard
Conie-Molitard är en kommun i departementet Eure-et-Loir i regionen Centre-Val de Loire strax norr om centrala Frankrike. Kommunen ligger i kantonen Châteaudun som tillhör arrondissementet Châteaudun. År 2022 hade Conie-Molitard 389 invånare.

## Befolkningsutveckling
Antalet invånare i kommunen Conie-Molitard
Referens:INSEE